# 多聞酒造
多聞酒造株式会社（たもんしゅぞう）は、かつて兵庫県西宮市にあった日本酒メーカーである。

## 概要
本社所在地は兵庫県西宮市東町1丁目。明治初年より海上運送を中心に営業していた八馬商店のうち米穀部が独立し、1920年3月に多聞興業として設立されたのがその始まりである。
酒銘の「多聞」は八馬家初代以来、奈良生駒山中の信貴山の本尊、多聞天（毘沙門天）を深く信仰していた為の命名である。

## 沿革
- 1920年（大正9年） - 八馬商店米穀部から独立し「多聞興業株式会社」として設立[3]。
- 1924年（大正13年） - 酒類製造免許を受け、清酒の製造販売を開始する[3][注 1]。
- 1930年（昭和5年） - 「多聞酒造株式会社」と改称する[3]。
- 2002年（平成14年） - 神戸地方裁判所に民事再生を申請する[3]。
- 2004年（平成16年） - 大関に商標権を譲渡する[3]。
- 2005年（平成17年） - 大関で「多聞」が製造、販売開始[3]。
- 2006年（平成18年） - 多聞酒造が解散する[3]。

## かつての商品
- 特撰 飛天盃
- 上撰
- 上撰 辛口本醸造
- 生粋
- 生粋辛口
- 爽
- 上撰 乾杯多聞 200CUP
- 生粋 乾杯多聞 200CUP
- 上撰 パック
- 生粋 パック
- のみごろパック

## CM出演者
- 近藤正臣

## 提供番組
- 道路情報（HBCラジオ）